# Строма, Фредди
Фредерик Вильгельм С. Дж. Шёстрём (швед. Frederic Wilhelm C.J. Sjöström; профессионально известный как Фредди Строма (англ. Freddie Stroma); род. 8 января 1987, Лондон, Англия, Великобритания) — английский актёр и модель.

## Ранняя жизнь и образование
Строма родился в Лондоне в семье Стефана Шёстрёма, шведского руководителя компьютерной индустрии и матери, которая имела немецкое происхождения. Вырос в Аскоте, графство Беркшир, около 25 миль к западу от Лондона. Он получил образование в колледже Рэдли и окончил его в 2005 году. У него есть старшая сестра и младший брат Филипп Шёстрём.
В возрасте 16 лет Строма был принят в престижный Национальный молодёжный театр Великобритании. У него были роли в различных британских телешоу, в том числе в Casualty и «Майо» на BBC. Когда Строма обучался неврологии в Университетском колледже Лондона, он продолжил работать как актёр и модель. Ему пришлось сделать перерыв в обучении, чтобы сняться в роли Кормака Маклаггена в фильме «Гарри Поттер и Принц-полукровка». Когда съёмки были закончены, Строма окончил Университетский колледж Лондона. В 2009 году, он получил диплом второго класса по нейробиологии.

## Карьера
После окончания колледжа Строма продолжил роль Кормака Маклаггена в двух фильмах: «Гарри Поттер и Дары Смерти. Часть 1» и «Гарри Поттер и Дары Смерти. Часть 2». Также сыграл Крутого Бретта в криминальном триллере «4.3.2.1.». Строма появился в романтическом фильме «История Золушки 3» в роли британского студента Люка Моргана. Появился в небольшой роли в «Идеальном голосе», комедии 2012 года об университетской а капелле, где исполнил роль радио-менеджера в местной радиостанции колледжа.
В 2014 году, его взяли на роль Джека в психологическом триллере «Философы. Урок выживания», со своей коллегой по «Гарри Поттеру» Бонни Райт. Фильм был снят в Джакарте.
В июне 2015 года Строма исполнил роль одного из романтических интересов Адама Кромвелла в трагикомедии Lifetime «Нереальный холостяк» .Он играл британского холостяка, который соревнуется на холостяцком реалити-шоу Everlasting. «Нереальный холостяк» был продлен на второй сезон, но по словам Стромы его персонаж вернётся, хотя на панели сериала в Paley Center он сказал, что надеется на это, так как шоу продолжит показывать Everlasting. После финала первого сезона Сара Гертруда Шапиро, один из создателей «Нереального холостяка» подтвердила, что Строма вернётся во втором сезоне.
Строма получил роль в фильме Майкла Бэя «13 часов: Тайные солдаты Бенгази». Он сыграл выпускника Йельского университета, который работает агентом ЦРУ под прикрытием в Ливии.
В 2016 году, он присоединится к сериалу канала HBO «Игра престолов» в шестом сезоне в роли Дикона Тарли, брата Сэмвелла Тарли.

## Личная жизнь
По собственным словам Строма занимался модельным бизнесом (и актёрством), чтобы оплачивать обучение в колледже. Моделировал для Acne Underwear в их коллекции нижнего белья осень/зима 2008.
Использует фамилию Строма вместо Шёстрём, так как есть игрок НХЛ Фредрик Шёстрём.
Строма играет на гитаре и умеет петь, но не был этому классически обучен.
Строма начал встречаться с коллегой по сериалу «Нереальный холостяк» Джоанной Брэдди летом 2015 года. 30 декабря 2016 года пара поженилась.

## Фильмография
| Год  | Название                            | Роль             | Примечания         |
| ---- | ----------------------------------- | ---------------- | ------------------ |
| 2008 | Леди Годива                         | Мэтт             |                    |
| 2009 | Гарри Поттер и Принц-полукровка     | Кормак Маклагген |                    |
| 2010 | 4.3.2.1.                            | Крутой Бретт     |                    |
| 2010 | Гарри Поттер и Дары Смерти. Часть 1 | Кормак Маклагген |                    |
| 2011 | Гарри Поттер и Дары Смерти. Часть 2 | Кормак Маклагген |                    |
| 2011 | История Золушки 3                   | Люк Морган       |                    |
| 2012 | Идеальный голос                     | Люк              |                    |
| 2013 | Философы. Урок выживания            | Джек             |                    |
| 2014 | Посетитель                          | Кайл             |                    |
| 2014 | Переростки на краю света            | Бен              |                    |
| 2015 | Идеальный голос 2                   | Люк              | в титрах не указан |
| 2016 | 13 часов: Тайные солдаты Бенгази    | Брит Вайнер      |                    |
| 2020 | Бриджертоны                         | принц Фридрих    |                    |

| Год  | Название                     | Роль                      | Примечания                 |
| ---- | ---------------------------- | ------------------------- | -------------------------- |
| 2006 | Тайна Гил Майо               | Лукас Харпер              | Эпизод: 1.7                |
| 2006 | Жертва                       | Джеймс Хапперт            | Эпизод: «Счастливый час»   |
| 2007 | Последний рейс на Кувейт     | Грегор Шатс               | телефильм                  |
| 2015 | Нереальный холостяк          | Адам Кромвелл             | основной состав            |
| 2016 | Игра престолов               | Дикон Тарли               | Эпизод: «Кровь моей крови» |
| 2017 | Путешествие в машине времени | Г. Дж. Уэллс              | главная роль               |
| 2022 | Миротворец                   | Эдриан Чейз / Линчеватель | основной состав            |

## Дискография
| Год  | Песня           | Альбом                               |
| ---- | --------------- | ------------------------------------ |
| 2011 | «Knockin»       | A Cinderella Story: Once Upon a Song |
| 2011 | «Possibilities» | A Cinderella Story: Once Upon a Song |